# دون فورنس
دون فورنس (بالإنجليزية: Don Furness)‏ هو لاعب اتحاد الرغبي أسترالي، ولد في 11 أبريل 1921 في Clovelly, New South Wales ‏ في أستراليا، وتوفي في 1993.